# Caselle Landi
Caselle Landi är en stad och kommun i provinsen Lodi i regionen Lombardiet i norra Italien och har drygt 1 500 invånare (2018). Caselle Landi gränsar till kommunerna Caorso, Castelnuovo Bocca d'Adda, Corno Giovine, Cornovecchio, Meleti, Piacenza och Santo Stefano Lodigiano.
"Caselle" (av casa) betyder små hus. "Landi" syftar på den adliga ätten med samma namn.

## Kända personer från Caselle Landi
- Giovanni Losi, präst och missionär

## Fotografier

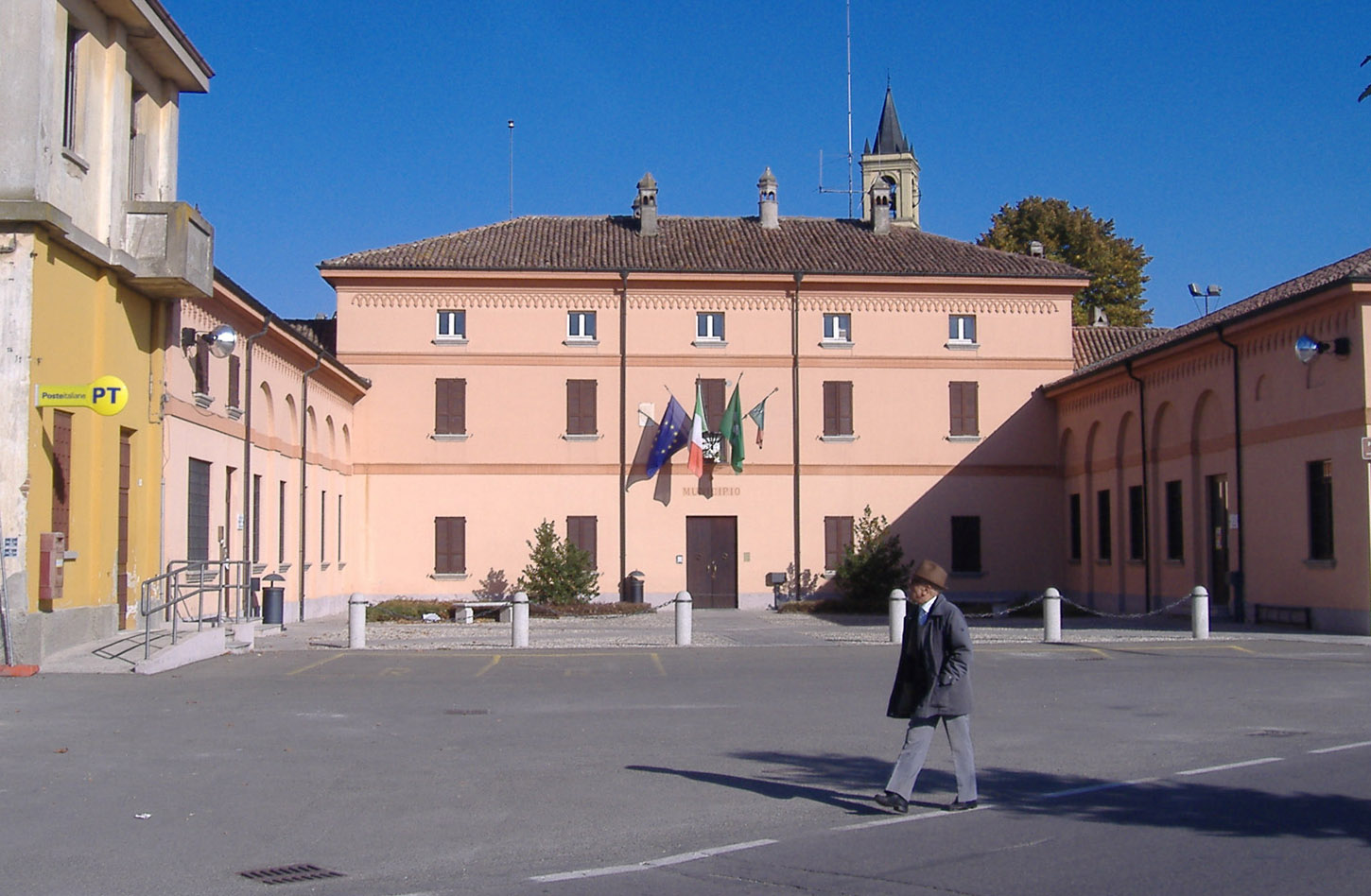
Postkontoret (till vänster) och rådhuset.
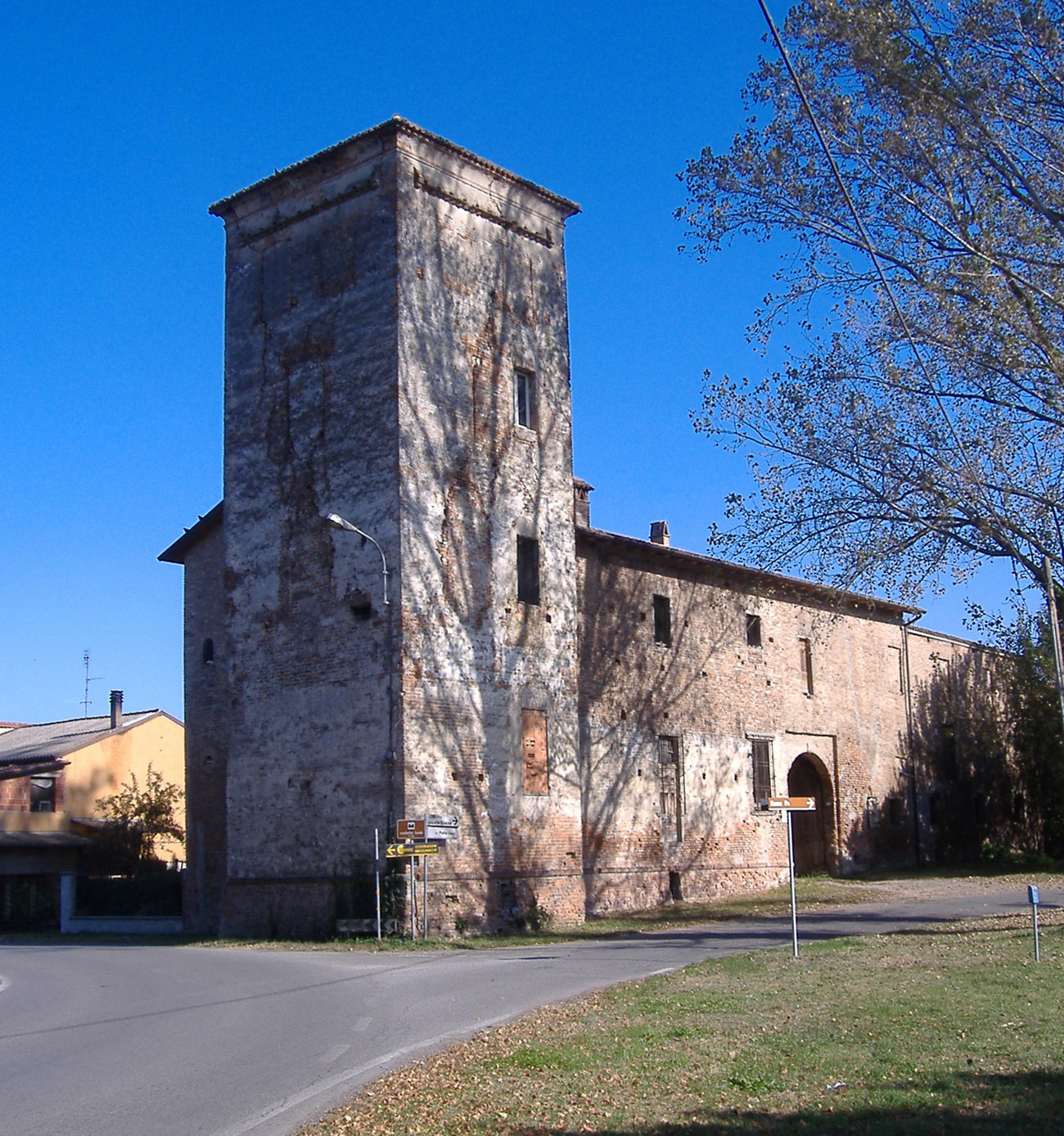
Gamla slottet.